# Chiesa dei Santi Vito, Modesto e Crescenzia (Paularo)

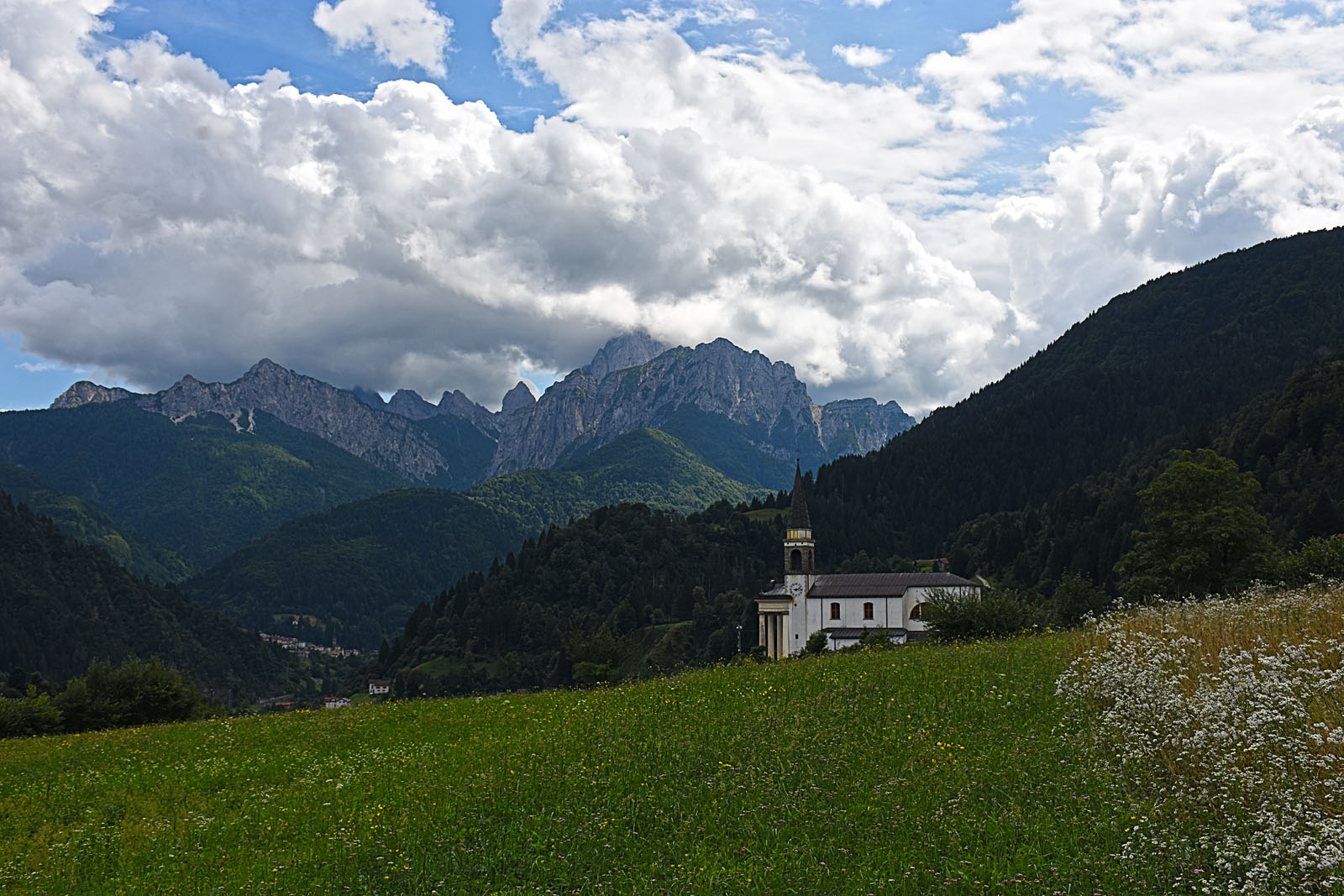
La chiesa e i monti circostanti

La chiesa dei Santi Vito, Modesto e Crescenzia è la parrocchiale di Paularo, in provincia ed arcidiocesi di Udine; fa parte della forania della Montagna.

## Storia
Poggia le basi su una preesistente chiesa del Quattrocento ma l'attuale edificio sacro è stato costruito attorno al 1750 su progetto di Domenico Schiavi. L'interno è stato affrescato da Antonio Schiavi (fratello di Domenico) della scuola veneziana del periodo Tiepolo-Piazzetta e rappresenta un capolavoro assoluto del pittore.
Nel XIX secolo venne edificato, su progetto di Giovanni Battista Bassi, il porticato anteriore.

## Descrizione

### Interno
La chiesa custodisce tra le altre: due opere di pittore locale posizionate nelle pareti del battistero (La moltiplicazione dei pani e dei pesci e Le nozze di Cana); nella cupola altre due opere (la Trinità in gloria e i Quattro dottori della Chiesa Agostino, Girolamo, Ambrogio, papa Gregorio I); altre due tele, a olio su tela, nell'altare delle anime purganti (1803) e una in quello di san Valentino rappresentante la Madonna in trono col Bambino e i santi Valentino, Agostino, Gerolamo e Giovanni Battista; un magnifico Crocifisso, a grandezza quasi naturale del XVI secolo circa; l'altare marmoreo offerto da Jacopo Linussio (lo ricorda una lapide bianca sul retro con l'epigrafe D.O.M. Jacobi Linussi, pietate MDCCCXLVII) con le statue dei santi Vito e Modesto ai due lati, con in mano una palma segno del loro martirio, e al centro il Salvatore con un vessillo dorato; il tabernacolo la cui parte è stata dipinta da Antonio Schiavi in pittura su metallo con fogli d'oro zecchino e ossidi metallici; il battistero del XVI secolo e l'organo del 1764.

### Scalinata
Centoventisette sono i gradini necessari per raggiungere l'ingresso della chiesa parrocchiale partendo dal primo costruito accanto all'ingresso dello storico palazzo Calice-Screm: novantatré fino al ballatoio panoramico, altri trentaquattro da quest'ultimo al portale d'ingresso disegnato da Domenico Schiavi.